# ایستگاه رادار
ایستگاه رادار، روستایی است از توابع بخش مرکزی شهرستان بابلسر در استان مازندران ایران.

## جمعیت
این روستا در دهستان ساحلی قرار داشته و براساس آخرین سرشماری مرکز آمار ایران که در سال ۱۳۸۵ صورت گرفته، جمعیت آن ۳۶۷نفر (۱۱۲خانوار) بوده‌است.